# MTV Unplugged (EP de Mariah Carey)
MTV Unplugged é o primeiro extended play (EP) e álbum ao vivo da artista musical estadunidense Mariah Carey, lançado nos Estados Unidos em 2 de junho de 1992 pela editora discográfica Columbia Records. Após o sucesso dos dois álbuns anteriores de Carey, os críticos comentavam cada vez mais sobre sua falta de turnês e insubstância de apresentações televisivas, a Sony BMG organizou em 16 de março de 1992 um concerto no Astoria Studios Kaufman, Nova Iorque. O show, intitulado MTV Unplugged, foi exibido na MTV para ajudar a promover o projeto em qual a cantora estava trabalhando, Emotions, bem como para ajudar a evitar que os críticos a considerassem uma possível artista de estúdio. No entanto, após seu sucesso, o concerto foi lançado para o público em um extended play, acompanhado por um VHS intitulado MTV Unplugged +3.
Após seu lançamento, o EP recebeu opiniões positivas de críticos musicais, que elogiaram os vocais de Carey. Comercialmente, o disco foi bem sucedido, atingindo a terceira posição na Billboard 200, uma parada musical americana voltada à álbuns, e recebeu o certificado de disco de platina pela Recording Industry Association of America (RIAA), vendendo mais de cinco milhões de cópias nos Estados Unidos. Além disso, o EP foi um forte sucesso em vários mercados internacionais, como Holanda e Nova Zelândia, onde alcançou a primeira posição nestes dois países e foi certificado como disco de platina duplo. MTV Unplugged ficou entre os cinco álbuns mais vendidos do Reino Unido neste ano, e entre os dez primeiros na Austrália e no Canadá.
"I'll Be There" foi escolhido como o primeiro single do álbum. Devido a repercussão das críticas recebidas, a canção foi lançada um mês antes do EP, tornando-se a sexta canção de Carey a atingir o topo da parada musical de êxitos nos Estados Unidos, e uma das poucas regravadas a conseguir este feito. Mundialmente, a canção foi bem sucedida, chegando ao topo das paradas de singles no Canadá, Holanda e Nova Zelândia, e ficando entre as cinco canções mais bem sucedidas na Irlanda e no Reino Unido naquele período. Depois de seu sucesso, "If It's Over", uma canção do álbum Emotions, foi lançada comercialmente devido ao seu sucesso no show e no EP. Até hoje já vendeu mais de 12 milhões mundialmente.

## Antecedentes
Após o lançamento do segundo álbum de estúdio liberado por Carey, Emotions (1991), críticos musicais começaram a se perguntar se a cantora finalmente iria embarcar em uma turnê mundial, o que não aconteceu na promoção do seu auto-intitulado álbum de estréia. Apesar da cantora ter feito várias aparições esporádicas em premiações, bem como apresentações em programa de televisão, os críticos começaram a acusar a intérprete de ser uma artista de estúdio, não sendo capaz de oferecer ou replicar a mesma qualidade vocal ao vivo, especialmente seu whistle register. Durante várias entrevistas na televisão, a artista abordou as acusações, alegando que ela não fez turnê por medo das viagens longas e distantes, bem como a tensão em sua voz em executar suas canções consecutivamente. No entanto, na esperança de colocar todas as reivindicações de ser uma artista fabricada, Carey e Walter Afanasieff decidiram reservar uma aparição no MTV Unplugged, um programa de televisão exibido pela MTV. O concerto teve o objetivo de mostrar artistas de nome, e apresentam-os desprovidos de equipamentos de estúdio. Embora seja ao vivo, o programa permite vários músicos e vocalistas de fundo, enquanto o show acústico é gravado. Os problemas enfrentados pela intérprete foi o conteúdo, pois a cantora não sabia qual material apresentar em um show otimista. Quando ela escolheu suas canções do gênero soul, sendo estas mais poderosas, foi decidido que o conteúdo mais popular desse estilo seria concluído. Dias antes de ocorrer a gravação, Carey e Afanasieff pensaram em acrescentar uma versão cover de uma música antiga, a fim de proporcionar algo diferente e inesperado. Eles escolheram "I'll Be There", uma canção que se tornou popular pelo grupo The Jackson 5 em 1970, ensaiando-a algumas vezes antes da noite do programa.

## Sinopse

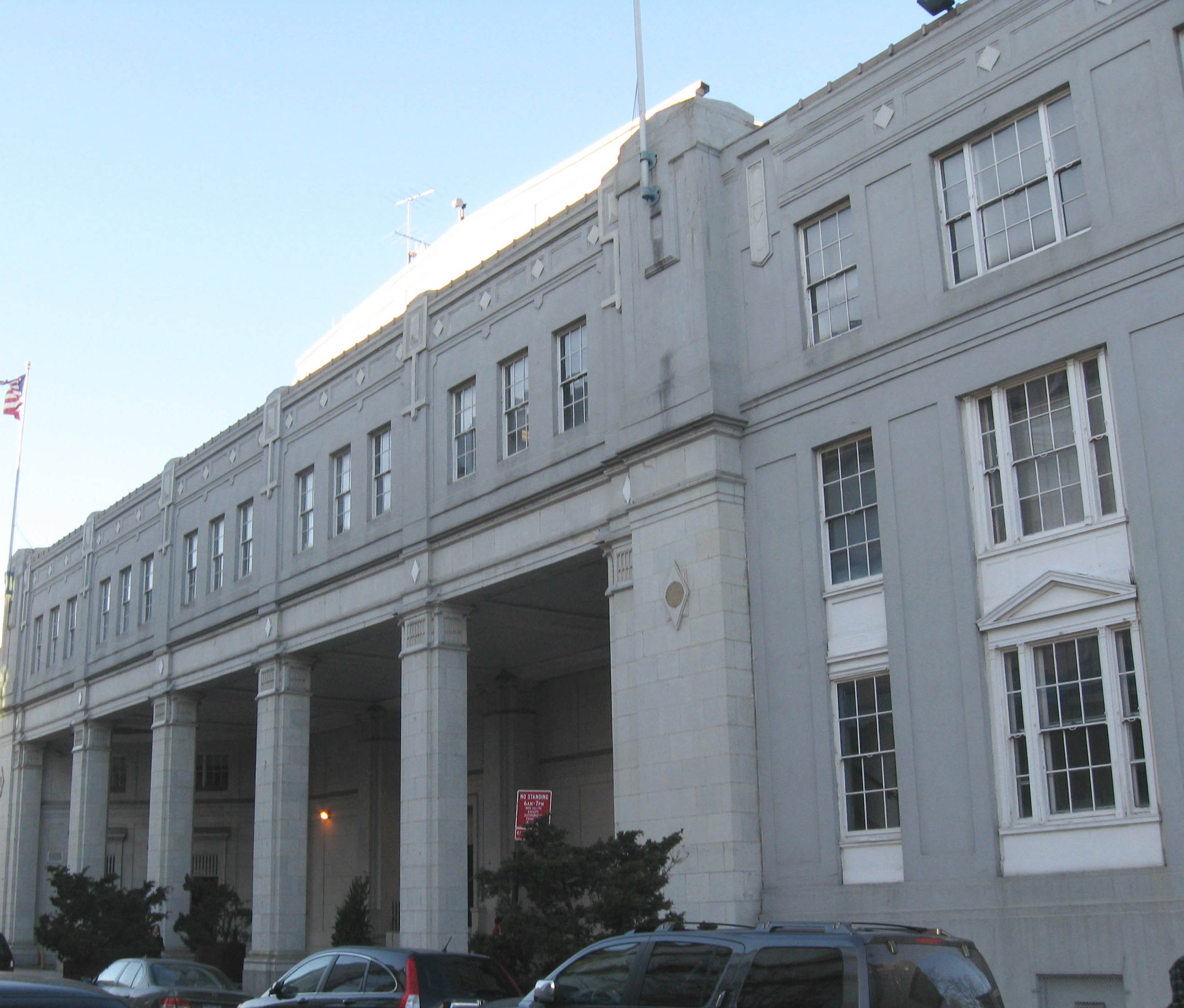
Kaufman Astoria Studios, local onde o concerto foi gravado

A apresentação de Carey foi gravada em 16 de março de 1992, no estúdio Kaufman Astoria em Queens, Nova Iorque. O projeto contou com um número total de dez pessoas para a filmagem e gravação, dentre eles, músicos e vocalistas de fundo. Dirigido por Larry Jordan, que trabalhou anteriormente com a cantora no vídeo da canção "Someday". Dana Jon Chapelle foi escolhido como o técnico de som, tendo trabalhado com Carey em seus dois últimos álbuns de estúdio. Na introdução, a cantora apresentou um número improvisado de a cappella gospel, elevando o coro da canção liderado por David Cole. O show começou com a canção "Emotions", a intérprete entrou no estúdio vestida com uma jaqueta preta, calça e botas. Depois da canção, a artista apresenta a banda e a equipe; a sua esquerda havia uma fila de quatro cantores com Belinda Whitney Barnett, Cecilia Hobbs-Gardner, Garvey Wince e Corcos Laura, enquanto San Shea tocava o cravo e o harmônio. A seção de ritmos era liderada por Gigi Conway no tambor, Randy Jackson no baixo, Vernon Black na guitarra, e com Sammy Figueroa e Ren Klyc nos instrumentos de percussão. Além disso, Carey tinha dez cantores no palco, liderados por Trey Lorenz e Patrique McMillan. A próxima música do repertório foi "If It's Over", uma colaboração com Carole King. Walter Afanasieff substituiu Cole no piano, durante o qual em um conjunto de cinco músicos do sexo masculino foi trazido ao palco. Eles foram os saxofonista barítono Lew Delgado; o tenor Lenny Pickett; alto George Young; o trompetista Earl Gardner; e o trombonista Steve Turre. Eles estiveram presentes durante a apresentação ao vivo da cantora no Saturday Night Live alguns meses antes. Quando a artista apresentou o canção, ela disse: "Essa próxima canção eu escrevi com uma das minhas ídolas, Carole King", começando logo após, o desempenho. Para "Someday", Cole voltou ao palco, substituindo Afanasieff no teclado. Durante a canção, a intérprete muitas vezes colocou o dedo indicador sobre a orelha esquerda, especialmente durante a utilização do whistle register. Ela explicou mais tarde para o público que essa canção a ajuda a ouvir-se com precisão, algo necessário para executar corretamente uma nota mais alta. Mais uma vez, quando Carey começou "Vision of Love", seu primeiro single da carreira, Afansieff trocou de posição com Cole. A apresentação variou muito da versão de estúdio, porque a chave era mais baixa e continham apenas vozes utilizadas de uma forma a cappella, sem instrumentação pesada. Antes de começar a quinta canção do repertório, "Make It Happen" (1992), Afanasieff dividiu o órgão com Cole, tocando baixo enquanto o último tratava dos agudos. Depois que a faixa começou, o apoio "empilhou seus vocais" sobre os de Carey, de acordo com o autor Chris Nickson, isso permitiu que a canção atingisse uma "sensação mais crente". Ele sentiu que a canção ficou superior a versão de estúdio, devido ao seu desempenho despojado e os vocais:
| “ | A rugosidade desta versão conseguiu de uma forma que a edição gravada em 'Emotions' nunca poderia gerenciar. Na atmosfera estéril de um estúdio, onde a perfeição, tecnologia e overdubbing eram as regras, a espontaneidade não tinha lugar. No palco, ela foi valorizada, e esse desempenho teve isso. Todos estavam se empurrando para criar algo maravilhoso e, a julgar pela resposta, o público percebeu, assim como Mariah quando a música acabou. | ” |

Logo após concluir "Make It Happen", a cantora ansiosamente apresentou a última música do repertório, "I'll Be There". A forma como a música foi arranjada, a intérprete assumiu liderança de Michael Jackson, enquanto Trey Lorenz cantou a segunda liderança, originalmente cantada por Jermaine Jackson. Depois de executar e cantar ao lado de um arranjo muito simples e instrumentais mínimos, os cantores de apoio começaram a cantarolar a melodia de "Can't Let Go", levando a artista a apresentar "outra canção final" para o show. Vários dias depois do concerto, Carey conversou com Melinda Newman da Billboard, falando sobre a experiência de gravar o programa, bem como sua opinião sobre ele a partir de uma perspectiva criativa. Ela disse: "Unplugged me ensinou muito sobre mim porque eu tende a ser excessivamente crítica com tudo o que faço e torná-lo um pouco perfeito, porque eu sou perfeccionista. Eu sempre vou passar por cima de uma matéria-prima, e agora eu cheguei ao ponto onde eu entendo que a matéria-prima é geralmente melhor."

## Lançamento
Originalmente, a MTV teria planejado exibir o show várias vezes, e era normal para as sessões do MTV Unplugged irem ao ar cerca de seis vezes durante o mês de lançamento, antes de serem arquivadas. A versão da cantora foi recebida com aclamação da crítica e popularidade prolongada, isso fez com que a obra fosse mostrada com mais frequência do que a habitual. Fãs de todo os Estados Unidos fizeram várias solicitações para o concerto ser exibido na televisão, e até o final de abril de 1992, o episódio da artista no MTV Unplugged foi ao ar três vezes mais do que um episódio médio iria. O concerto tornou-se um grande êxito, esse feito resultou na tentativa dos funcionários da Sony usarem de alguma forma como um álbum. No entanto, Carey e Afansieff já estavam a avançar em um novo álbum definido provisoriamente para ser liberado em 1993. Assim sendo, a Sony decidiu lançá-lo como um EP, vendendo por um preço reduzido devido ao seu tamanho menor.

### Vídeo
Após o sucesso da liderança do primeiro single do EP "I'll Be There", a Sony optou por não só lançar o EP, mas um pacote com o acompanhamento de um VHS; um vídeo efetivo do concerto intitulado MTV Unplugged +3. Além de conter as sete canções apresentadas no Kaufman Astoria Studios, ele armazenou três vídeos musicais, "Can't Let Go", "Make It Happen", e uma rara versão remix do video de "Emotions". O vídeo atingiu o topo da parada de vídeos da Billboard e foi disco de platina pela RIAA, denotando vendas de mais de 100 mil unidades nos Estados Unidos.

## Recepção da crítica
| Críticas profissionais | Críticas profissionais |
| Avaliações da crítica  | Avaliações da crítica  |
| Fonte                  | Avaliação              |
| ---------------------- | ---------------------- |
| Allmusic               | [ 10 ]                 |
| Entertainment Weekly   | (Favorável)            |
| The New York Times     | (Favorável)            |
| St. Petersburg Times   | (Favorável)            |

MTV Unplugged recebeu revisões geralmente positivas dos críticos de música, onde a regravação de "I'll Be There" foi enaltecida. O editor Shawn M. Haney do portal Allmusic deu para o álbum três de cinco estrelas, elogiando os vocais da cantora, bem como a regravação da música do grupo Jackson 5. Haney escreveu: "Aos poucos, o poder e a estima desses contos erguem a novas alturas e permanecem em um auge de tirar o fôlego, como no momento do desempenho de 'I'll Be There', música encantadora primeiramente cantada por Jackson 5." Escrevendo para o St. Petersburg Times, Sabrina Miller chamou Carey de "artista" e escreveu: "Programas como o MTV Unplugged mostra um talento igual ao dela com um ponto de exclamação." O jornalista e escritor Jon Pareles, do The New York Times marcou o desempenho como "fodido" e afirmou que o cover de Carey em "I'll Be There" "solta fogos de artifício". Um escritor do Entertainment Weekly chamou a obra de "turnê de força vocal", e escreveu "além de seus tubos de tirar o fôlego, ela desenvolveu uma presença de palco". Além disso, ele sentiu que o desempenho da intérprete em "I'll Be There" foi "matador" e concluiu sua revisão com escrevendo: "No processo, esta rara aparição pública nos lembrou que havia uma excelente artista dentro daquele vestido de festa".

## Singles
Após ser feita a decisão de um lançamento do show em EP, a Sony decidiu lançar a versão ao vivo de Carey de "I'll Be There" como o único single, devido ao seu sucesso de crítica. A canção estreou no número treze na Billboard Hot 100, tornando-se maior estreia da cantora no gráfico no momento. Após quatro semanas, a canção liderou as paradas, tornando-se a sexto canção da artista a atingir este número nos Estados Unidos, passando duas semanas lá. Seu sucesso em todo o mundo foi forte, chegando ao número um nas paradas de singles no Canadá, na Holanda, e Nova Zelândia, e chegou a número dois e três no Reino Unido e Irlanda, respectivamente. "I'll Be There" foi disco de ouro por ambas Australian Recording Industry Association e Recording Industry Association of New Zealand, com embarques denotando de 35,000 e 7,500 unidades da canção em seus respectivos países. Depois de seu sucesso, "If It's Over", uma canção do segundo álbum de estúdio de Carey, Emotions, foi lançado devido ao sucesso do show e EP. Foi dado uma versão muito limitada, e apenas estreou no gráfico da Holanda, chegando ao número 80.

## Desempenho comercial
O MTV Unplugged estreou no número oito na Billboard 200, durante a semana de 20 de junho de 1992. Em sua terceira semana, o álbum chegou ao número três. No total, o álbum permaneceu no top-vinte por catorze semanas, e no gráfico por cinquenta e sete (fazendo uma reentrada). O MTV Unplugged foi certificado quatro vezes como Platina pela Recording Industry Association of America (RIAA), denotando a comercialização de dois milhões de cópias em todo o país. Até novembro de 2018, a Nielsen SoundScan estimou que as vendas reais do álbum estão em 2,8 milhões nos Estados Unidos. Em 20 de junho de 1992, O MTV Unplugged entrou no Canadian RPM Singles Chart no número trinta e sete, chegando ao número seis cinco semanas depois. Durante a semana de 22 de novembro de 1992, o álbum passou sua última semana no gráfico, saindo no número oitenta e sete depois de passar vinte e quatro semanas na parada de álbuns. Até o momento, o álbum foi certificado como Platina pela Canadian Recording Industry Association (CRIA), denotando a comercialização de 70.000 unidades em todo o país. Na Austrália, o álbum estreou no número trinta e quatro na ARIA Charts , durante a semana que terminou em 12 de julho de 1992. Semanas depois, atingiu o número sete, onde permaneceu por quatro semanas consecutivas, e um total de vinte e cinco semanas no top 50, e trinta e três semanas no top 100. O álbum foi certificado Platina pela Australian Recording Industry Association (ARIA), denotando remessas de 70.000 cópias.
Fora dos Estados Unidos, o álbum teve sucesso em vários mercados europeus. Na Áustria, o MTV Unplugged entrou na parada de álbuns no número trinta e nove, chegando ao número vinte e um e passando um total de dez semanas no gráfico. Na França, o álbum atingiu o número 22, e foi certificado como ouro duplo pelo Syndicat National de l'Édition Phonographique (SNEP), com vendas estimadas de 144.000 cópias. Nos Países Baixos, o PE entrou no MegaCharts no número 65 durante a semana de 20 de junho de 1992. Ele finalmente chegou ao número um, permanecendo lá por três semanas consecutivas, e um total de 116 semanas em o gráfico. A Nederlandse Vereniging van Producenten en Importeurs van beeld- en geluidsdragers (NVPI) certificou o álbum como platina-dupla, denotando vendas de 200.000 unidades em todo o país. MTV Unplugged entrou na New Zealand Albums Chart no número quatro durante a semana de 2 de agosto de 1992. Depois de passar três semanas no número um, e um total de dezenove no gráfico, o álbum foi certificado como platina-dupla pela Recording Industry Association of New Zealand (RIANZ). No Swiss Albums Chart, datado de 13 de setembro de 1992, o álbum alcançou seu pico de número dezenove. Depois de apenas cinco semanas nos gráficos dentro do país, foi certificado ouro pela International Federation of the Phonographic Industry (IFPI). No Reino Unido, o álbum estreou e atingiu o número três na UK Albums Chart, durante a semana de 18 de julho de 1992. Depois de passar dez semanas no chart, o álbum foi certificado como Ouro pelo British Phonographic Industry (BPI), denotando a comercialização de 100.000 unidades.

## Créditos de colaboração
Créditos de MTV Unplugged adaptados do site Allmusic.
- Mariah Carey - arranjo, composição, produção, vocais
- Walter Afanasieff - arranjo, composição, piano, produção
- Vernon "Ice" Black - guitarra
- Henry Casper - vocal de apoio
- Robert Clivillés - composição
- David Cole - composição, piano
- Laura Corcos - cordas
- Melonie Daniels - vocal de apoio
- Hal Davis - composição
- Lew Del Gatto - saxofone barítono
- Darryl Douglass Workshop Company - vocal de apoio
- Sammy Figueroa - percussão
- Earl Gardner - trompete
- Winterton Garvey - cordas
- Greg "Gigi" Gonaway - tambor
- Berry Gordy, Jr. - composição
- Peggy Harley - vocal de apoio
- David Hewitt - engenharia
- Cecilia Hobbs - cordas
- Willie Hutch - composição
- Randy Jackson - baixo
- Carole King - composição
- Ren Klyce - sino, celesta, timpano
- Trey Lorenz - vocais
- Ben Margulies - composição
- Patrique McMillian - vocais
- Geno Morris - vocais
- Peter Moshay - coordenação de produção
- Lenny Pickett - saxofone tenor
- Cheree Price - vocais de apoio
- Kelly Price - vocais de apoio
- Dan Shea - harmônio, cravo
- Liz Stewart - vocais de apoio
- Steve Turre - trombone
- Spencer Washington - vocais de apoio
- Bob West - composição
- Belinda Whitney-Barratt - cordas
- George Young - saxofone alto

## Faixas
| MTV Unplugged – Edição Padrão |                                                   |                                             |                      |         |  |
| N.º                           | Título                                            | Compositor(es)                              | Produtores           | Duração |  |
| 1.                            | "Emotions"                                        | Mariah Carey David Cole Robert Clivillés    | Carey Cole Clivillés | 4:00    |  |
| 2.                            | "If It's Over"                                    | Carey Carole King                           | Carey King           | 3:48    |  |
| 3.                            | "Someday"                                         | Carey Ben Margulies                         | Carey Margulies      | 3:57    |  |
| 4.                            | "Vision of Love"                                  | Carey Margulies                             | Carey                | 3:36    |  |
| 5.                            | "Make It Happen"                                  | Carey Cole                                  | Carey Clivillés      | 4:16    |  |
| 6.                            | "I'll Be There" (com participação de Trey Lorenz) | Berry Gordy Bob West Hal Davis Willie Hutch | Carey Afanasieff     | 4:42    |  |
| 7.                            | "Can't Let Go"                                    | Carey                                       | Carey Afanasieff     | 4:35    |  |